# 1183 Ютта
1183 Ютта (1183 Jutta) — астероїд головного поясу, відкритий 22 лютого 1930 року.
Тіссеранів параметр щодо Юпітера — 3,524.